# Rosa Castellanos
Rosa María Castellanos Castellanos (1834 o 1840-Camagüey, 25 de septiembre de 1907) conocida también como “Rosa La bayamesa” fue una capitana insurrecta cubana. Nació esclava y luchó en las guerras de liberación. En 1896 se le otorgó el grado de capitana del Cuerpo de Sanidad Militar del Ejército Libertador. Desarrolló conocimientos sobre hierbas medicinales y organizó varios hospitales de campaña. Su memoria es especialmente reconocida en Bayamo y Camagüey.

## Biografía
Nacida en Bayamo, antiguo departamento de Oriente, Cuba Española, era hija de Matías y Francisca Antonia Castellanos, esclavos traídos de África que asumieron el apellido de sus amos. Se manejan varias fechas en relación a su nacimiento, 1830 o 24 de septiembre de 1834 según Rosaida Cobiella,  pero el historiador Daniel Naranjo señala que ella declaró en su testamento de mayo de 1907 que tenía 67 años, por lo que marca su nacimiento algunos años después, en torno a 1840.
Fue liberada de su esclavitud con el inicio de la Guerra de los Diez Años el 10 de octubre de 1868. Marcha a una prefectura donde se desenvuelve como enfermera gracias a sus conocimientos del herbario cubano, así como de costurera, cosiendo las ropas de los mambises. 
Residió en el caserío de El Dátil a los 28 años, compartiendo su vida  con José Florentino Varona Estrada, de trayectoria similar.  Cuando en enero de 1869 se prendió fuego a la ciudad de Bamayo y al poblado de El Dátil se internó en las montañas de Guisa. 
Yolanda Díaz Martínez, Investigadora del Instituto de Historia de Cuba, señala: «El 10 de octubre de 1868 las campanas tañeron en la Demajaguay muy pronto el movimiento emancipador se expandió por toda la zona oriental, sumando partidarios. Todo hace suponer que sus amos fueron de aquellos que prefirieron quemar la ciudad antes de verla caer en manos españolas y después se lanzaron a la manigua redentora. Rosa los siguió, ya como liberta»
En la ranchería de Las Mantecas comenzó a apoyar en tareas de abastecimiento de alimentos de las fuerzas mambisas y curando a los heridos en campaña. 
En febrero de 1870 partió con las tropas del mayor general Modesto Díaz a la región de Las Tunas. Hay testimonios de que se le vio empuñando un fusil para enfrentarse a los batallones colonialistas.
Perseguida por tropas españolas, se trasladó a Camagüey en junio de 1871 refugiándose en la Sierra de Najasa donde fundó un hospital en la cueva conocida como Loma del Polvorín. Allí también sembró hierbas con propiedades curativas.
En 1895 el general Máximo Gómez, jefe del Ejército Libertador le pidió que organizara y dirigiera un hospital de sangre. Levantó así el hospital en Santa Rosa en las lomas de Najasa, al suroeste de Camagüey, con la ayuda de Juan Francisco Betancourt, Agustín Pacheco y José Soler.
El 10 de noviembre de 1896 en La Yaya, el general firmó el ascenso de Rosa Castellados al grado de capitana del Cuerpo de Sanidad Militar del Ejército Libertador.
Sigue aportando creaciones y su vida a la contienda cubana independentista desde el hospital más grande de aquellos tiempos en esta Isla, creado en San Diego del Chorrillo. El Generalísimo  reconoce su labor, nombrándola Capitana de sanidad del Ejército Libertador. Allí continúa hasta el final de la contienda en 1878, para luego seguir la lucha en 1895.
Decidió vivir en la ciudad de Canagüey, junto su esposo. Residió en una casa pequeña, en Calle San Isidro, número 22. Junto a otros oficiales delEjército Libertador que en Camagüey rechazó la paga de 100 pesos a los mambises. Tras el establecimiento de la República, instaurada el 20 de mayo de 1902, criticó al gobierno de Tomás Estrada Palma, "por su servilismo a los Estados Unidos y la entrega de partes del territorio cubano a una potencia extranjera,  para establecer bases carboneras y navales" señala el historiador Daniel Naranjo.

## Testamento y muerte
Redactó su testamento con fecha del 4 de septiembre de 1907 en Camagüey en el que declaró que era soltera y no dejaba sucesión. Designó como albacea y heredero universal de sus escasos bienes a Nicolás Guillén Urra, el padre del poeta Nicolás Guillén quien debía encargarse del funeral y al entierro. Falleció a causa de una afección cardíaca el 25 de septiembre de 1907.
Su cadáver fue velado en el Salón de sesiones del ayuntamiento de Camagüey, donde permaneció unas 30 horas, debido a la afluencia del público. Se informó de su muerte en la primera plana del periódico El Camagüeyano.
Recibió los honores militares que le correspondían como capitana del Ejército Libertador por parte del Centro territorial de veteranos de la independencia.

## Reconocimientos póstumos
- En Bayamo una calle, varios CDR y cooperativas campesinas llevan el nombre de Rosa La Bayamesa.

- Nicolás Guillén en su libro Prosa de prisa se refirió a ella: “… divulgar esta clara vida para que Cuba no la ignore; fijar su recuerdo y entregarlo al respeto, al amor a la Patria agradecida que seguramente no ha querido olvidarla”.[2]
- También fue mencionada en versos por el poeta Manuel Mendoza Guerra: “Era negra la espartana, / Era negra y capitana / De aquella ingente legión / Que rendida en el Zanjón / Tocó nuevamente a diana…”[2]
- En 2002, en , en Bayamo se inauguró un monumento dedicado a Rosa María Castellanos, con la presencia de Vilma Espín, presidenta de la Federación de Mujeres Cubanas.